# Лактоза
Лакто́за (лат. lactis — молоко) також молочний цукор, C12H22O11 — вуглевод групи дисахаридів, міститься в молоці і молочних продуктах. Молекула лактози складається із залишків молекул глюкози і галактози і має відновлювані властивості.

## Хімічні властивості
Водні розчини лактози мутаротують, їхнє питоме обертання після завершення цього процесу +52,2о. Лактоза не гігроскопічна. Не бере участі в спиртовому бродінні, але під дією молочнокислих бактерій гідролізується з наступним зброджуванням утворюваних продуктів в молочну кислоту (молочнокисле бродіння). При кип'ятінні з розбавленою кислотою відбувається гідроліз лактози.

## Отримання
Лактоза отримується з молочної сироватки — відходу при виробництві масла і сиру. В коров'ячому молоці міститься 4-6 % лактози. Звідси і виникла назва. Молочна сиворотка нагрівається і випарюється під вакуумом. При цьому, лактоза (погано розчинна у воді) викристалізовується. Кристали лактози відділяють і очищують повторною Кристалізацією. 

## Застосування

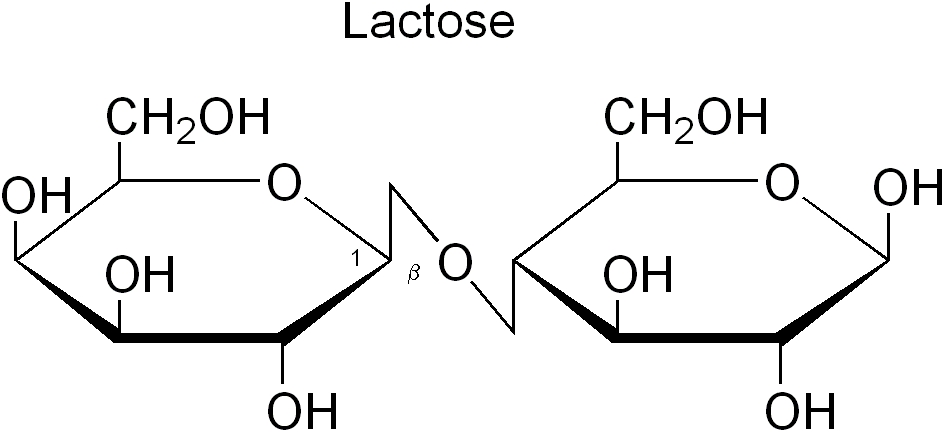
Лактоза

Застосовують для приготування живильних середовищ, наприклад при виробництві пеніциліну.
Важливу роль відіграє у виробництві молочних продуктів. Під дією різних мікроорганізмів, які вводяться в молоко у вигляді заквасок і їхніх ферментів, молочний цукор зброджується, утворюючи залежно від виду бактерій молочну кислоту, спирт, вуглекислоту, масляну чи лимонну кислоти і інші сполуки.
З лактози отримують лактулозу — цінний препарат для лікування кишкових розладів, наприклад, запору.

## Непереносимість лактози
Попри вживання лактози з лікувальною метою, у багатьох людей лактоза не засвоюється, тому після вживання молочних продуктів виникає дискомфорт у травній системі, зокрема пронос, біль в животі, здуття живота, нудоту і блювоту. У цих людей фермент лактаза відсутній або виробляється в недостатній кількості. Призначення лактази — розщеплення лактози на її частини, глюкозу і галактозу, які мають потім адсорбуватися тонкою кишкою. При недостатній функції лактази лактоза залишається в кишці в початковому вигляді і зв'язує воду, що спричинює пронос. Крім того, кишкові бактерії зумовлюють бродіння молочного цукру, в результаті якого роздувається живіт. Непереносимість молочного цукру досить поширена. У Західній Європі вона зустрічається у 10-20 відсотків населення, а в деяких азійських країнах до 90 відсотків людей не можуть його переносити. Вважається, що ця здатність іноді втрачається після того, як немовля припиняють годувати молоком.
Для людей з непереносимістю лактози існує декілька варіантів харчування: деякі з них у змозі переносити продукти, які пройшли процес молочнокислого бродіння наприклад, сири, кефір, сир і йогурт, оскільки в них молочний цукор бактерії переводять в молочну кислоту. Ті, у кого непереносимість виражена дуже сильно, можуть вживати спеціально вироблені молочні продукти, які містять дуже малу кількість лактози, що переноситься навіть ними. Крім того, існує можливість приймати фермент лактазу у вигляді пігулок разом з молочними продуктами. Таким чином, лактоза розщеплюється штучно введеним в організм ферментом. Непереносимість лактози не можна плутати з алергією на молочний білок, казеїн.